# Сертификат соответствия
Сертифика́т соотве́тствия —  документ, удостоверяющий качество товара, соответствие товара установленным требованиям, который выдают компетентные органы.
В российском законодательстве: сертификат соответствия — документ, удостоверяющий соответствие объекта требованиям технических регламентов, документам по стандартизации или условиям договоров.
В законодательстве ЕАЭС: сертификат соответствия техническим регламентам Союза — документ, которым орган по сертификации удостоверяет соответствие выпускаемой в обращение продукции требованиям технического регламента Союза (технических регламентов Союза).

## История

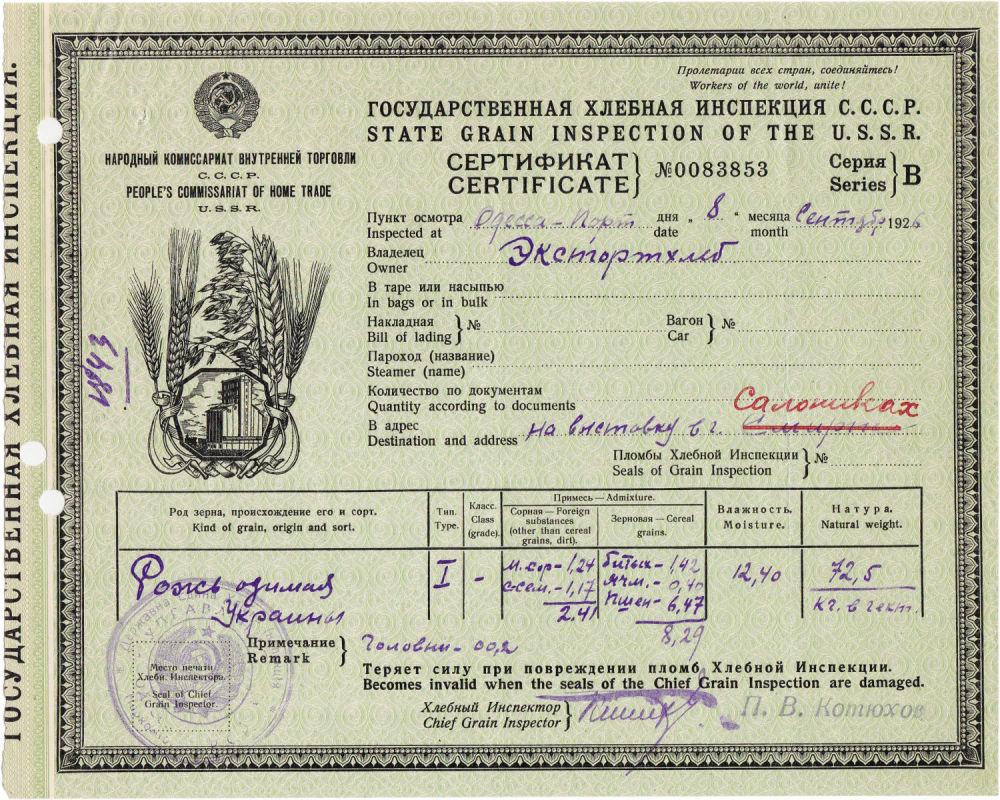
Сертификат государственной хлебной инспекции СССР, 1926 год

Во внутренней торговле СССР необходимость предоставления сертификата определялась особыми условиями поставки. Для экспорта из СССР сертификат выдавался Торгово-промышленной палатой СССР. В СССР проверка получателем соответствия продукции стандартам, техническим условиям, образцам (эталонам), условиям договора производилась в рамках приёмки по качеству.
В 1998—2016 годах существовала система сертификации ГОСТ Р.
В 2003 году вступил в действие Федеральный закон РФ «О техническом регулировании» № 184-ФЗ, который внёс изменения в систему стандартизации. На некоторые виды продукции, согласно принятым техническим регламентам, теперь необходимо оформление сертификата соответствия требованиям технического регламента.

## Органы по сертификации
Сертификаты соответствия оформляются органами по сертификации — независимыми организациями проводящими так называемую оценку «третьей стороны» по результатам оценки объектов сертификации (продукция, услуги, системы) на соответствие установленным критериям (стандарты, нормы, правила и т. д.), в том случае, если оценка подтвердила соответствие объекта критериям. Наиболее крупными и узнаваемыми органами по сертификации в мире (история каждого из них превышает 100 лет) являются органы большой семёрки, включая: TÜV (Австрия и Германия), BSI (Великобритания), BVC[неизвестный термин] (Франция), DNV GL (Норвегия), SGS S.A. (Швейцария), ABS[неизвестный термин] (США), LRQA (Великобритания).

## Обязательная сертификация
Применительно к странам Евразийского экономического союза (ЕАЭС), существует единый перечень продукции, в отношении которой устанавливаются обязательные требования в рамках ЕАЭС и национального законодательства членов ЕАЭС. Обязательные требования применяются только к продукции, включенной в перечень.:п. 1
Обязательное подтверждение соответствия проводится только в случаях, установленных соответствующим техническим регламентом ЕАЭС, и исключительно на соответствие требованиям технического регламента ЕАЭС.
Продукция, подлежащая обязательной оценке (подтверждению) соответствия в рамках таможенного союза, указана в документе «Единый перечень продукции, подлежащей обязательной оценке (подтверждению) соответствия в рамках Таможенного союза с выдачей единых документов».
Проверить подлинность сертификата соответствия таможенного союза (ЕАЭС) можно в едином реестре выданных сертификатов соответствия Таможенного союза.
Для продукции, в отношении которой не вступили в силу требования технических регламентов Таможенного союза, обязательное подтверждение в форме сертификации производится на основании национального Единого перечня продукции, подлежащей обязательной сертификации.
В странах Европейского Союза обязательная сертификация регулируется Директивами, устанавливающими требования к продукции, ее производству и подтверждению безопасности и соответствия.

## Добровольная сертификация
Сертификация может быть не только обязательной, но и добровольной. Первая осуществляется в связи с установленными государственными нормами и правилами в отношении продукции, определенной как критически важной для здоровья и жизни граждан, в то время как добровольная сертификация движима субъектами рыночных отношений, которые часто оговаривают добровольную сертификацию в качестве условия закупки продукции (оказания услуг), что отражается в договорах между заказчиком и поставщиком.

## Сертификат соответствия техническим регламентам ЕАЭС
Это документ, которым орган по сертификации удостоверяет соответствие выпускаемой в обращение продукции требованиям одного или нескольких технических регламентов Евразийского экономического союза.

## Маркировка сертифицированной продукции ЕАЭС
Оформив обязательный или добровольный сертификат соответствия, заказчик наносит на продукцию, её упаковку или этикетку особый знак РСТ. Если сертификат добровольный, то на знаке имеется пометка «добровольная сертификация». Если сертификат обязательный, то под знаком соответствия согласно ГОСТ Р 50460-92 указывается код органа, выдавшего сертификат — две буквы и две цифры.

## Порядок процедуры сертификации
Если схема сертификации предполагает проведение испытаний продукции в специальных лабораториях, то сертификат соответствия выдаётся на основании протокола этих испытаний. Выбор схемы сертификации осуществляется на основании величины партии товаров и ряда иных моментов.
Если продукция подлежит обязательной сертификации, то ввезти её на территорию страны без оформления сертификата соответствия нельзя. Если продукция в обязательной сертификации не нуждается, на неё можно оформить добровольный сертификат, а на таможне предъявить отказное письмо, официально подтверждающее факт необязательности.